# Kraftwerk Vernayaz
Kraftwerk Vernayaz är ett vattenkraftverk i Schweiz.   Det ligger i distriktet Saint-Maurice och kantonen Valais, i den sydvästra delen av landet, 100 km söder om huvudstaden Bern. Kraftwerk Vernayaz ligger 454 meter över havet.
Terrängen runt Kraftwerk Vernayaz är huvudsakligen mycket bergig. Kraftwerk Vernayaz ligger nere i en dal. Närmaste större samhälle är Martigny, 4,5 km sydost om Kraftwerk Vernayaz. 
I omgivningarna runt Kraftwerk Vernayaz växer i huvudsak blandskog. Runt Kraftwerk Vernayaz är det ganska tätbefolkat, med 83 invånare per kvadratkilometer.